# 美里御殿
美里御殿（みさとうどぅん）は、尚穆王の五男・尚恪、美里王子朝規（1770年 - 1846年）を元祖とする琉球王族。第二尚氏の分家で、代々美里間切（現：沖縄市、及びうるま市（石川地区））の按司地頭を務めた琉球王国の大名。
一世・朝規は、慶賀使や謝恩使として薩摩上国や江戸上りに派遣されている。四世・朝珍の妻は、尚泰王の三女・牧志翁主である。

## 系譜
- 一世・美里王子朝規
- （二世）・小禄按司朝恒（朝規長男。小禄御殿十世・宜野湾王子朝祥の養子となる）
- 二世・美里按司朝隆
- 三世・美里按司朝暉
- 四世・美里朝珍